# Liste der Biografien/Herk
Liste der Biografien |
Portal Biografien |
Personensuche
# |
A |
B |
C |
D |
E |
F |
G |
H |
I |
J |
K |
L |
M |
N |
O |
P |
Q |
R |
S |
T |
U |
V |
W |
X |
Y |
Z |
?
 
Ha |
Hd |
He |
Hi |
Hj |
Hk |
Hl |
Hm |
Hn |
Ho |
Hr |
Hs |
Ht |
Hu |
Hv |
Hw |
Hy
 
Hea |
Heb |
Hec |
Hed |
Hee |
Hef |
Heg |
Heh |
Hei |
Hej |
Hek |
Hel |
Hem |
Hen |
Heo |
Hep |
Heq |
Her |
Hes |
Het |
Heu |
Hev |
Hew |
Hex |
Hey |
Hez
 
Hera |
Herb |
Herc |
Herd |
Here |
Herf |
Herg |
Herh |
Heri |
Herj |
Herk |
Herl |
Herm |
Hern |
Hero |
Herp |
Herq |
Herr |
Hers |
Hert |
Heru |
Herv |
Herw |
Herx |
Hery |
Herz
Die Liste der Biografien führt alle Personen auf, die in der deutschsprachigen Wikipedia einen Artikel haben. Dieses ist eine Teilliste mit 55 Einträgen von Personen, deren Namen mit den Buchstaben „Herk“ beginnt.

## Herk
- Herk, Aritha van (* 1954), kanadische Schriftstellerin
- Herk, Blasius (1841–1908), österreichischer Politiker
- Herk, Hans, Töpfer und Kachelbäcker
- Herk, Josef (* 1960), österreichischer Politiker (ÖVP) und Präsident der Wirtschaftskammer Steiermark

### Herke
- Herke, Hans (1902–1991), österreichischer Politiker (SPÖ), Landtagsabgeordneter, Abgeordneter zum Nationalrat, Mitglied des Bundesrates
- Herke, Horst W. (1931–2022), deutscher Industriemanager
- Herkel, Andres (* 1962), estnischer Politiker
- Herkel, Voldemar (1929–2019), estnischer Architekt
- Herkelmann, Oliver (* 1968), deutscher Basketballspieler
- Herken, Anna Sophie (* 1971), deutsche JuristinAnna Sophie Herken (* 1971)

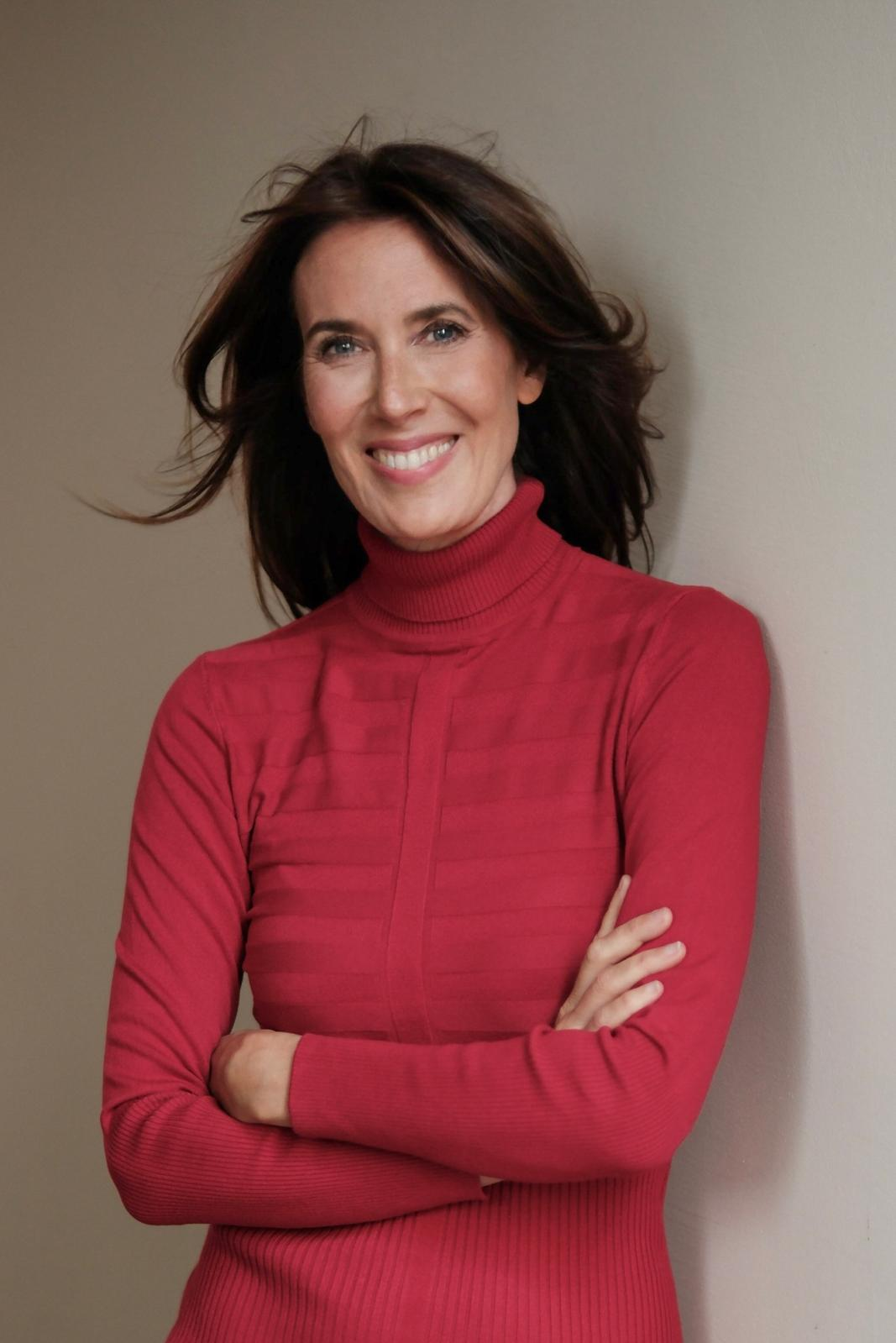
Anna Sophie Herken (* 1971)

- Herken, Gregg (* 1947), US-amerikanischer Historiker
- Herken, Hans (1912–2003), deutscher Pharmakologe
- Herken, Rainer (1945–2005), deutscher Anatom und Zellbiologe
- Herkendell, Andreas (* 1961), deutscher Journalist, Autor und Hörfunk-Redakteur und -Moderator
- Herkendell, Friedrich August (1876–1940), deutscher Maler und Grafiker
- Herkendell, Hanns (1886–1958), deutscher Maler und Grafiker der Düsseldorfer Schule
- Herkendell, Katharina (* 1987), deutsche Bioingenieurin und Hochschullehrerin an der Technischen Universität Berlin
- Herkenhoff, Paulo (* 1949), brasilianischer Kurator, Kunstkritiker und Museumsleiter
- Herkenhoff, Philipp (* 1999), deutscher Basketballspieler
- Herkenhoff, Ulrich (* 1966), deutscher Musiker und Komponist
- Herkenrath, Adolf (1928–2009), deutscher Politiker (CDU), MdB
- Herkenrath, Emil (1878–1945), deutscher Klassischer Archäologe und Gymnasiallehrer
- Herkenrath, Erland (1912–2003), Schweizer Feldhandballspieler
- Herkenrath, Fritz (1928–2016), deutscher Fußballtorhüter
- Herkenrath, Heinrich (* 1863), deutscher Zentrumspolitiker und Mitglied des nassauischen Kommunallandtages
- Herkenrath, Lutz (* 1960), deutscher Schauspieler, Trainer, Keynotespeaker (Vortragsredner) und AutorLutz Herkenrath (* 1960)

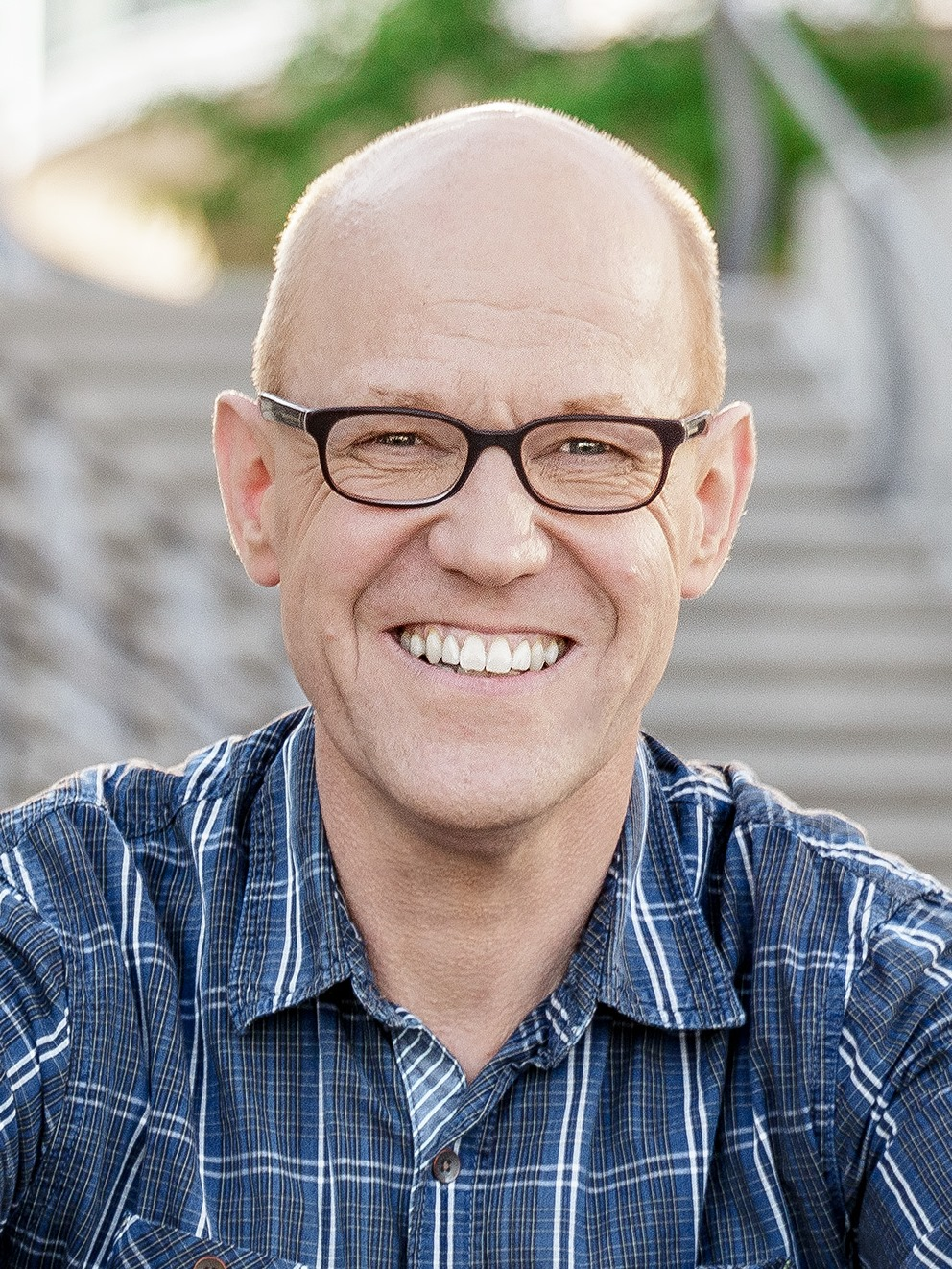
Lutz Herkenrath (* 1960)

- Herkenrath, Norbert (1929–1997), deutscher Geistlicher und Vorstandsvorsitzender von Misereor
- Herkenrath, Peter (1900–1992), deutscher Maler
- Herkens, Felix (* 1995), deutscher Politiker (Bündnis 90/Die Grünen), MdL
- Herker, Erich (1905–1990), deutscher Eishockeyspieler
- Herker, Hans (1905–1964), deutscher Widerstandskämpfer und KPD-Mitglied
- Herker, Thomas (* 1978), deutscher Kommunalpolitiker
- Herker-Beimler, Centa (1909–2000), deutsche Widerstandskämpferin und KPD-Mitglied
- Herkes, Anne (* 1956), deutsche Staatssekretärin und Diplomatin

### Herki
- Herkimer, John (1773–1848), US-amerikanischer Jurist und Politiker
- Herkimer, Nicholas († 1777), Milizgeneral im Amerikanischen Unabhängigkeitskrieg
- Herking, Ursula (1912–1974), deutsche Schauspielerin und Kabarettistin

### Herkl
- Herklots, Jan Adrianus (1820–1872), niederländischer Zoologe
- Herklots, Karl Alexander (1759–1830), deutscher Theaterdichter und Jurist
- Herklotz, Christa (1935–2010), deutsche Skilangläuferin
- Herklotz, Ingo (* 1955), deutscher Kunsthistoriker
- Herklotz, Luise (1918–2009), deutsche Politikerin (SPD), MdL, MdB, MdEP
- Herklotz, Silvio (* 1994), deutscher Radsportler
- Herklotz, Werner (* 1931), deutscher Diplomat, Botschafter der DDR

### Herkn
- Herkner, Hans (* 1921), deutscher DBD-Funktionär, MdV
- Herkner, Heinrich (1863–1932), deutscher Nationalökonom
- Herkner, Sebastian (* 1981), deutscher Produktdesigner und Hochschullehrer
- Herkner, Walter (1928–1989), deutscher Offizier, zuletzt Generalmajor

### Herko
- Herkomer, Hubert von (1849–1914), deutsch-britischer Maler, Bildhauer, Regisseur und Schriftsteller
- Herkomer, Johann Jakob (1652–1717), deutscher Baumeister, Maler, Bildhauer und Stuckateur des Barock
- Herkommer, Hans (1887–1956), deutscher Architekt
- Herkommer, Hubert (* 1941), deutscher Philologe
- Herkommer, Sebastian (1933–2004), deutscher Sozial- und Wirtschaftswissenschaftler

### Herkt
- Herkt, Friedrich Wilhelm Eduard (1805–1877), königlich preußischer Generalleutnant und zuletzt Inspekteur der 3. Artillerieinspektion
- Herkt, Wolfgang, deutscher Tier- und ArtenschützerWolfgang Herkt

Wolfgang Herkt